# Richard Arnold
Richard Robert Arnold II (Cheverly, 26 de novembro de 1963) é um astronauta norte-americano.
Formado pela Universidade de Maryland, Arnold começou sua carreira profissional em 1987 como oceanógrafo na Academia Naval dos Estados Unidos e passou a década de 1990 ensinando as ciências marinhas pelos Estados Unidos, no Marrocos, na Indonésia e na Arábia Saudita.
Selecionado pela NASA em 2004, como especialista de missão educador para o curso de astronautas, completou os treinamentos em 2006, que incluíram instrução intensiva nos sistemas do ônibus espacial e da Estação Espacial Internacional, treino em psicologia e qualificação de voo nos aviões Northrop T-38 Talon usados pela NASA. Em 2007 serviu como aquanauta no projeto NEEMO 13, passando uma semana submerso no laboratório de pesquisas oceanográficas Aquarius, na costa da Flórida. Em 2011, após sua primeira missão espacial, voltou ao projeto NEEMO na equipe da NEEMO 15, trabalhando com o submersível DeepWork 2000, um mini submarino usado como substituto submersível para o Veículo de Exploração Espacial (SEV), um pequeno rover tripulado que possivelmente um dia poderá ser usado para exploração de asteroides.
Após trabalhar em diversas funções técnicas em terra, em 15 de março de 2009 ele foi pela primeira vez ao espaço, na missão STS-119 do ônibus espacial Discovery, junto com a tripulação encarregada de instalar os últimos painéis solares na estrutura da estação espacial, uma missão de treze dias em órbita. Nela ele acumulou cerca de doze horas fora da nave em duas atividades extra-veiculares.
Nove anos depois, Arnold voltou ao espaço integrando a tripulação da nave russa Soyuz MS-08, lançada do Cosmódromo de Baikonur em  21 de março de 2018 para uma estadia de longa duração na ISS. Durante a expedição, ele fez uma caminhada espacial com o colega astronauta Andrew Feustel de seis horas de duração para manutenção e troca de equipamentos no exterior da estação. Retornou à Terra em 4 de outubro de 2018.